# Хатень
Хатень — (біл. вёска Хацень), село (веска) в складі Логойського району розташоване в Мінській області Білорусі, підпорядковане Ізбищенській сільській раді.
Село Хатень розташоване в центральних районах Білорусі, в північній частині Мінської області - орієнтовне розташування [Архівовано 25 серпня 2011 у WebCite].